# Takeda Nobukado
Takeda Nobukado (武田 信廉, né en 1529 et mort le 30 mars 1582) était un commandant samouraï de l'époque Sengoku. Il était le troisième fils de Takeda Nobutora et le frère du célèbre Takeda Shingen. Ce fut l'un des vingt-quatre généraux de ce dernier.
Après la mort de Shingen, Nobukado commanda le centre de l'armée du clan Takeda lors de la bataille de Nagashino en 1575. Il était alors l'un des conseillers de Takeda Katsuyori, fils et successeur de Shingen. Il fut le commandant du château de Takatō dans la province de Shinano jusqu'à ce que son neveu (et fils adoptif) Nishina Morinobu devienne majeur et en prenne possession.
Nobukado essaya de s'enfuir lorsque les hommes d'Oda Nobunaga envahirent les terres des Takeda en 1582 mais il fut capturé et décapité à Zenkō-ji dans la province de Shinano. Beaucoup d'autres notables du clan Takeda subirent ce sort.
Nobukado n'était pas connu pour être un grand commandant, servant plutôt dans les états-majors. Il fut cependant un peintre reconnu dont certaines œuvres (tels les portraits de sa mère et de son père) existent toujours.